# 琉球海外移住公社
琉球海外移住公社（りゅうきゅうかいがいいじゅうこうしゃ）は、琉球海外移住公社法（1960年立法第54号）に基づく琉球政府管轄の公社。1954年設立の移民金庫を改組したもので、従来の移民資金貸付事業の他、移住先の移民の援護指導などを実施するために、移住先に現地事務所を置いた。1967年に日本政府の特殊法人である「海外移住事業団（現在の国際協力機構）」に移管された。